# Ancolmekar
Ancolmekar is een bestuurslaag in het regentschap Bandung van de provincie West-Java, Indonesië. Ancolmekar telt 4632 inwoners (volkstelling 2010).